# Valderrubio
Valderrubio è un comune spagnolo di 2.110 abitanti situato nella provincia di Granada.